# Trónok harca (4. évad)
A Trónok harca című amerikai fantasy-dráma televíziós sorozat negyedik évadjának premierjére az Egyesült Államokban az HBO csatornán került sor 2014. április 6-án, egészen az év június 15-ig. A sorozat részeinek bemutatása Magyarországon feliratozva egy nappal az eredeti vetítést követően történt. Az előző szériákhoz hasonlóan tíz epizódból álló évad részei egyenként körülbelül 55 percet tesznek ki. Az évad George R. R. Martin amerikai regényíró A tűz és jég dala című könyvsorozatának harmadik részéből, a Kardok vihara második feléből, valamint az azt követő két részből, a Varjak lakomája és a Sárkányok tánca című könyv részeiből készült adaptáció.

## Epizódok listája
| Sor. | Év. | Cím                                                | Rendező           | Író                          | Premier                             | Nézettség   |
| --- | --- | -------------------------------------------------- | ----------------- | ---------------------------- | ----------------------------------- | ----------- |
| 31. | 1.  | Két kard (Two Swords)                              | D. B. Weiss       | David Benioff és D. B. Weiss | 2014. április 6. 2014. április 7.   | 6,64 millió |
| Tywin Lannister parancsára újrakovácsolják a Starkok kardját, Jeget két új karddá. Egyiket fiának, Jaime-nek adja, aki sikertelenül próbál újra beilleszkedni régi életébe kardforgató keze elvesztése után. A dorne-i Doran Martell herceg öccse, Oberyn herceg Királyvárba érkezik Homok Ellaria nevű szeretőjével, hogy részt vegyenek a királyi esküvőn. A herceget, akinek célja, hogy megbosszulja nővére, Elia megerőszakolását és halálát a Lannistereken, Tyrion fogadja. Miközben északon Óriásvész Tormund vadakból álló csapata kiegészül Styrrel és a kannibál thennekkel, Havas Jon a Fekete Várban bevallja, miket tett, míg a vadakkal élt. Daenerys Targeryen Meereen felé vezeti seregét a Keskeny-tenger túloldalán, amely az utolsó rabszolgaváros. Arya a Vérebbel a Folyóvidéken visszaszerzi kardját, a Tűt Pollivertől, majd bosszúból ugyanúgy öli meg, ahogy a férfi ölte meg Lommyt.                                      |     |                                                    |                   |                              |                                     |             |
| 32. | 2.  | Az oroszlán és a rózsa (The Lion and the Rose)     | Alex Graves       | George R. R. Martin          | 2014. április 13. 2014. április 14. | 6,31 millió |
| Roose Bolton visszatér Rémvárba, ahol találkozik fattyú fiával, Havas Ramsayvel, és meglátja, hogyan alakította Theon Greyjoyt Bűzössé. Azt kéri fiától, derítse fel és ölje meg a két Stark-fiút, és segítsen kiűzni a vas szülötteit Északról. A Falon túl a Háromszemű Holló továbbra is hívogatja Branéket északra. Sárkánykőn Melisandre megégettet néhány embert a Fény Urának dicsőségére, Shireen és Davos pedig undorodnak az eljárástól. Királyvárban Tyrion elküldi Shae-t Pentosba, hogy biztonságban tudja. Jaime elkezd vívóleckéket venni bal kézzel Bronntól. Joffrey és Margaery menyegzőjén Joffrey megszégyeníti Tyriont, majd nem sokkal később fuldokolni kezd és meghal a mérgezett bortól. A gyászoló Cersei Tyriont vádolja meg a gyilkossággal. |     |                                                    |                   |                              |                                     |             |
| 33. | 3.  | A láncok leverője (Breaker of Chains)              | Alex Graves       | David Benioff és D. B. Weiss | 2014. április 20. 2014. április 21. | 6,59 millió |
| Tyriont letartóztatják, majd Tommen királlyá koronázásának teszik meg az előkészületeit. Tywin úgy dönt, a fia tárgyalásán Oberyn Martell és Mace Tyrell is a bírák közt lesz, annak ellenére is, hogy Oberyn nyíltan gyűlöli a Lannistereket. Sansát kicsempészi Ser Dontos Királyvárból, de kiderül, hogy igazából Kisujj áll az egész akció mögött. Arya és a Véreb folytatják kalandozásaikat, melynek során találkoznak egy kedves farmerrel, akit a Véreb kirabol. Davos a Vasbanktól szeretne kölcsönkérni, hogy Stannis számára hadsereget toborozhasson. Sam Vakondvárosba viteti Szegfűt, mert félti az életét. Jon hírét veszi, hogy a vadak egyre erősödő támadásai mellett áruló testvérei Craster erődjében ütöttek tanyát. Daenerys beveszi Meeren városát, Daario segítségével. |     |                                                    |                   |                              |                                     |             |
| 34. | 4.  | Hűség (Oathkeeper)                                 | Michelle MacLaren | Bryan Cogman                 | 2014. április 27. 2014. április 28. | 6,95 millió |
| Daenerys a halott rabszolgagyerekeket 163 mester kivégzésével torolja meg Meerenben. Petyr bevallja Sansának, hogy ő áll Joffrey megmérgezése mögött. Királyvárban a Töviskirálynő ugyanezt mondja el Margaerynek, és arra bátorítja unokáját, hogy csábítsa el Tomment, különben Cersei befolyása megnő fölötte. Jaime meggyőződik Tyrion ártatlanságáról, Cersei viszont hajthatatlan, és azt követeli testvérétől, vegye üldözőbe és ölje meg Sansát. Jaime ehelyett Brienne-t küldi el, hogy keresse meg a lányt és védelmezze őt. Segítségül adja mellé Podrick Payne-t. Északon Ser Alliser Thorne és Janos Slynt azon mesterkednek, hogy Jon öngyilkos akcióba rohanva támadja meg Craster erődjét. A dezertőrök elfogják az erődben Brant, akiknek kénytelen felfedni, hogy ki ő. |     |                                                    |                   |                              |                                     |             |
| 35. | 5.  | Első ezen a néven (First of His Name)              | Michelle MacLaren | David Benioff és D. B. Weiss | 2014. május 4. 2014. május 5.       | 7,16 millió |
| Tomment királlyá koronázzák, Cersei pedig azon mesterkedik, hogy mindenkit maga mellé állítson a per előtt. Kisujj a Sasfészekbe viszi Sansát, mindvégig az unokahúgának álcázva őt, majd aznap este elveszi feleségül a lány nagynénjét, Lisa Arrynt. Lysa betegesen féltékeny lesz Sansára. Miután megtudja, hogy Astaporban és Yunkaiban lázadások törtek ki, Daenerys úgy dönt, egyelőre elhalasztja a westerosi inváziót. Brienne elégedetlen Podrickkal, míg meg nem tudja, hogy megölt egy embert Tyrion védelmében. Jon támadást indít Craster erődje ellen. Locke el akarja rabolni Brant, de ő zöldlátó képességével Hodor bőrébe bújik és megöli őt. Ezután tovább folytatják útjukat észak felé. |     |                                                    |                   |                              |                                     |             |
| 36. | 6.  | Isten és ember törvénye (The Laws of Gods and Men) | Alik Szaharov     | Bryan Cogman                 | 2014. május 11. 2014. május 12.     | 6,40 millió |
| Davos sikeresen meggyőzi a braavosi Vasbankot, hogy adjanak kölcsönt Stannisnek, és még Salladhor Saan segítségére is számíthat. Daenerys uralkodását kénytelen népszerűtlen intézkedésekkel megkezdeni. Yara megkísérli kimenteni Theont Rémvárból, ő viszont nem megy vele, mert attól retteg, hogy ez is csak egy csapda. Ramsay a hűségéért cserébe kedvesen bánik vele, és eléri, hogy Theon Greyjoyként segítsen neki bevenni a Cailin-árkot. Királyvárban Tywin vérdíjat tűz ki a Véreb fejére és utasítja Varyst, hogy kémkedjen tovább Daenerys után. Megkezdődik Tyrion pere, ahol legnagyobb döbbenetére mindenki ellene vall, még maga Shae is. Látván, hogy ügye veszett, párbaj általi ítéletet követel. |     |                                                    |                   |                              |                                     |             |
| 37. | 7.  | Sokszavú poszáta (Mockingbird)                     | Alik Szaharov     | David Benioff és D. B. Weiss | 2014. május 18. 2014. május 19.     | 7,20 millió |
| Cersei Gregor Cleagane-t, a Hegyet nevezi meg, mint aki képviseli a koronát a párbajban, így Tyrion lázasan kezdi kutatni, ki állna ki a brutális harcos ellen a védelmében. Jaime és Bronn nem vállalják, Oberyn viszont személyes ellenérzése miatt önként vállalkozik - meg akarja bosszulni halott testvérét. Daenerys visszaküldi Daariot Yunkaiba, hogy rendet tegyen. Melisandre megkezdi az indulás előkészületeit a Falra, ahol Ser Alliser és Jon között nézeteltérés alakul ki. Arya és a Véreb régi ellenségeikkel csapnak össze, melynek során Clegane megsérül és nem akarja elláttatni a sebét. Brienne és Podrick megtudják, hogy Arya még mindig életben van, és a nyomába indulnak. Lysa beteges féltékenységében meg akarja öletni Sansát, ám Kisujj őt magát löki végül ki a Hold Ajtaján a halálba. |     |                                                    |                   |                              |                                     |             |
| 38. | 8.  | A Hegy és a Vipera (The Mountain and the Viper)    | Alex Graves       | David Benioff és D. B. Weiss | 2014. június 1. 2014. június 2.     | 7,17 millió |
| A vadak feldúlják Vakondvárost, ahol Ygritte találkozik Szegfűvel, és meghagyja az életét. Ramsay visszaszerzi a Cailin-árkot, aminek hatására Roose Bolton a törvényes fiának ismeri el őt. Missandei és Szürke Féreg elkezdenek vonzódni egymáshoz. Ser Barristan leleplezi, hogy Ser Jorah mindvégig westerosi kém volt, ami miatt Daenerys örökké száműzi őt. A Sasfészekben kivizsgálják Lysa Arryn halálát, Kisujj és Sansa ártatlanságát pedig megállapítják. A Véreb és Arya megtudják, hogy Lysa Arryn meghalt. Sor kerül a párbajra Oberyn és a Hegy között. Oberyn ügyességének köszönhetően legyűri Cleagane-t, és arra akarja kényszeríteni, hogy vallja be, hogy ő őlte meg a nővérét és annak gyerekeit, és hogy minderre Tywin bírta rá. A Hegy azonban váratlanul felkel, kiveri Oberyn összes fogát, kinyomja a szemeit, majd összetöri a koponyáját, mielőtt ő maga is meghalna. Az ítélet megszületik: Tyriont halálra ítélik.   |     |                                                    |                   |                              |                                     |             |
| 39. | 9.  | A Fal őrzői (The Watchers on the Wall)             | Neil Marshall     | David Benioff és D. B. Weiss | 2014. június 8. 2014. június 9.     | 6,95 millió |
| A Vadak megtámadják a Fekete Várat, ahová Szegfű még éppen idejében érkezik vissza. A vadak egy alagúton át próbálnak betörni, amit a testvériség csak véráldozatok árán tud megvédeni. Alliser Thorne ragadja a kezébe a kezdeményezést, de kudarcot vall, így Jonnak kell átvennie az irányítást. Pypet megölik, Ygritte-tel viszont Olly végez, a fiú, aki így állt bosszút apja haláláért. A végső támadást egy hatalmas kasza segítségével védik ki. A vadak visszavonulnak ugyan, de Jon tudja, hogy visszatérnek, így nincs más választása: ki kell lovagolnia, és beszélnie kell Mance Rayderrel. |     |                                                    |                   |                              |                                     |             |
| 40. | 10. | Gyermekek (The Children)                           | Alex Graves       | David Benioff és D. B. Weiss | 2014. június 15. 2014. június 16.   | 7,09 millió |
| Havas Jon és Mance Rayder tárgyalását Stannis seregeinek érkezése szakítja félbe, akik fogságba vetik Mance-t. Bran és a társaság célbaérnek, ahol Mások támadnak rájuk, akik megölik Jojent. Még éppen időben érkezik az erdő egyik gyermeke, aki megmenti őket, és a Háromszemű Holló elé viszi őket. Meerenben a sárkányok egyre több gondot okoznak, ezért Daenerys megláncolja őket, Drogont kivéve. Brienne és Podrick rálelnek Aryára és a Vérebre. Arya nem akar velük tartani, inkább megszökik, Brienne pedig halálosan megsebzi a Vérebet, majd továbbáll. Királyvárban Quburn mester a Hegy feltámasztásán kezd el ügyködni, Tywin pedig Ser Loras Tyrellhez akarja kényszeríteni Cerseit. Jaime kiszabadítja Tyriont a börtönből, aki távozása előtt még rajtakapja Shae-t az apjával. Elkeseredésében mindkettejükkel végez, majd Varys társaságában Essosba indul. Arya hajóra száll és Braavosba indul, hogy Jaqen segítségét kérje. |     |                                                    |                   |                              |                                     |             |

## Szereplők
Lásd még: A tűz és jég dala szereplőinek listája cikket

### Főszerepben
- Peter Dinklage, mint Tyrion Lannister (8 epizód)
- Nikolaj Coster-Waldau, mint Ser Jaime Lannister (9 epizód)
- Lena Headey, mint Cersei Lannister (9 epizód)
- Emilia Clarke, mint Daenerys Targaryen (8 epizód)
- Kit Harington, mint Havas Jon (8 epizód)
- Aidan Gillen, mint Petyr Baelish „Kisujj” (5 epizód)
- Charles Dance, mint Tywin Lannister (7 epizód)
- Natalie Dormer, mint Margaery Tyrell (6 epizód)
- Liam Cunningham, mint Tengerjáró Davos (4 epizód)
- Stephen Dillane, mint Stannis Baratheon (4 epizód)
- Carice van Houten, mint Melisandre papnő (3 epizód)
- Jack Gleeson, mint Joffrey Baratheon király (3 epizód)
- Alfie Allen, mint Theon Greyjoy / „Bűzös” (3 epizód)
- Isaac Hempstead-Wright, mint Bran Stark (4 epizód)
- Sophie Turner, mint Sansa Stark (7 epizód)
- Maisie Williams, mint Arya Stark (6 epizód)
- John Bradley, mint Samwell Tarly (7 epizód)
- Rose Leslie, mint Ygritte (5 epizód)
- Kristofer Hivju, mint Óriásvész Tormund (5 epizód)
- Hannah Murray, mint Gilly (3 epizód)
- Rory McCann, mint Sandor Clegane „A véreb” (6 epizód)
- Gwendoline Christie, mint Tarthi Brienne (7 epizód)
- Iwan Rheon, mint Havas Ramsay / Ramsay Bolton (3 epizód)
- Conleth Hill, mint Varys „A pók” (6 epizód)
- Jerome Flynn, mint Bronn (4 epizód)
- Sibel Kekilli, mint Shae (4 epizód)
- Iain Glen, mint Ser Jorah Mormont (7 epizód)

### Mellékszerepben
Királyvárban
- Diana Rigg, mint Olenna Tyrell „A töviskirálynő” (4 epizód)
- Pedro Pascal, mint Oberyn Martell (7 epizód)
- Indira Varma, mint Homok Ellaria (4 epizód)
- Daniel Portman, mint Podrick Payne (7 epizód)
- Julian Glover, mint Pycelle nagymester (6 epizód)
- Roger Ashton-Griffiths, mint Mace Tyrell (4 epizód)
- Anton Lesser, mint Qyburn (2 epizód)
- Finn Jones, mint Loras Tyrell „A viráglovag” (3 epizód)
- Dean-Charles Chapman, mint Tommen Baratheon (5 epizód)
- Ian Beattie, mint Meryn Trant (4 epizód)
- Tony Way, mint Dontos Hollard (3 epizód)
- Paul Bentley, mint Fő Septon (3 epizód)
- Will Tudor, mint Olyvar (2 epizód)
- Hafþór Júlíus Björnsson, mint Gregor Clegane „A hegy” (3 epizód)

A Rabszolga-öbölben
- Michiel Huisman, mint Daario Naharis (5 epizód)
- Ian McElhinney, mint Barristan Selmy (7 epizód)
- Nathalie Emmanuel, mint Missandei (7 epizód)
- Jacob Anderson, mint Szürke Féreg (7 epizód)
- Joel Fry, mint Hizdahr zo Loraq (2 epizód)

A Falon túl
- Ciarán Hinds, mint Mance Rayder (1 epizód)
- Thomas Sangster, mint Jojen Reed (4 epizód)
- Ellie Kendrick, mint Meera Reed (4 epizód)
- Kristian Nairn, mint Hodor (4 epizód)
- Struan Rodger, mint a Háromszemű holló (2 epizód)
- Luke Barnes, mint Rast (2 epizód)
- Burn Gorman, mint Karl Tanner (2 epizód)
- Octavia Alexandru, mint az Erdő Gyermeke (1 epizód)

Északon
- Michael McElhatton, mint Lord Roose Bolton (2 epizód)
- Peter Vaughan, mint Aemon mester (4 epizód)
- Owen Teale, mint Alliser Thorne (5 epizód)
- Dominic Carter, mint Janos Slynt (6 epizód)
- Noah Taylor, mint Locke (3 epizód)
- Mark Stanley, mint Grenn (7 epizód)
- Ben Crompton, mint Eddison Tollett (7 epizód)
- Josef Altin, mint Pypar (6 epizód)
- Brian Fortune, mint Othell Yarwyck (3 epizód)
- Brenock O’Connor, mint Olly (5 epizód)
- Yuri Kolokolnikov, mint Styr (4 epizód)
- Charlotte Hope, mint Myranda (2 epizód)
- Elizabeth Webster, mint Walda Frey (1 epizód)
- Gemma Whelan, mint Yara Greyjoy (1 epizód)

A Völgyben
- Kate Dickie, mint Lysa Arryn (2 epizód)
- Lino Facioli, mint Robin Arryn (3 epizód)
- Paola Dionisotti, mint Anya Waynwood (1 epizód)
- Rupert Vansittart, mint Yohn Royce (1 epizód)

Sárkánykőn
- Tara Fitzgerald, mint Selyse Baratheon (3 epizód)
- Kerry Ingram, mint Shireen Baratheon (3 epizód)

A Folyóvidéken
- Andy Kellegher, mint Polliver (1 epizód)
- Andy Beckwith, mint Rorge (1 epizód)
- Gerard Jordan, mint Biter (1 epizód)
- Ben Hawkey, mint Meleg pite (1 epizód)

A Keskeny-tengeren túl
- Mark Gatiss, mint Tycho Nestoris (1 epizód)
- Lucian Msamati, mint Salladhor Saan (1 epizód)

## Fordítás
- Ez a szócikk részben vagy egészben  a   Game of Thrones (season 4) című angol Wikipédia-szócikk fordításán alapul.  Az eredeti cikk szerkesztőit annak laptörténete sorolja fel. Ez a jelzés csupán a megfogalmazás eredetét és a szerzői jogokat jelzi, nem szolgál a cikkben szereplő információk forrásmegjelöléseként.